# Albertonykus borealis
Albertonykus borealis — викопний вид динозаврів тероподів з родини Alvarezsauridae, що жили під час пізнього  крейдового періоду в районі нинішньої  Північної Америки.

## Опис
Вид був описаний у 2008 р. Філом Каррі і Ніком Лонгріч. Перша частина назви роду відноситься до канадської провінції Альберта, друга частина «nykus» — перекручене грецьке «νυχος» — кіготь. Видовий епітет означає — «північний».
Скам'янілості датуються початком Маастріхта, 70 млн років тому. Голотип TMP 2001.45.91 складається з лівої гомілки. Є й інші фрагменти кісток, які належать щонайменше двом особинам. На місці також були знайдені кістки великого теропода — альбертозавра.
Albertonykus був теплокровним пернатим динозавром, завдовжки трохи менше 1 м.

## Філогенія
За даними кладистичного аналізу, Albertonykus є сестринським таксоном клади Mononykinae. У статті з описом динозавра дана особливість розглядається як підтвердження гіпотези, що альваресзаврові виникли в Південній Америці, а потім через Північну Америку і сухопутний міст на території сучасної Берингової протоки проникли в Азію. Albertonykus є найбільш раннім серед відомих динозаврів родини Alvarezsauridae Північної Америки.